# 石君立
石君立（9世纪？—923年），五代十国后唐将领，赵州昭庆县（今河北省隆尧县牛家桥乡）人。
石君立也称石家财。开始事奉代州刺史李克柔，后隶属于李嗣昭为牙校，主管诸军。夹城之役，石君立挑战，毁坏汴军栅垒，擒获俘虏而还。天祐八年（911年），在龙化园击败后梁军，擒获其大将卜渥。李嗣昭出征，以石君立为前锋。王檀逼近晋阳，城中无备，安金全驱赶市人登城，兵员军资都不充实。李存勖在魏博，救应不暇。李嗣昭派石君立率五百骑，自上党早上出发晚上到达。王檀的流动部队扼守汾桥，石君立一战击败，径至晋阳城下，出入突击，大呼道：“昭义侍中大军已经前来！”当夜入城，与安金全等人分出诸门击杀敌军，黎明，梁军败走。天祐十七年（920年），率兵屯德胜。后梁军自滑州运饷给杨村寨，李存勖亲率骑军在河外，沿岸而上进行拦截。后梁军距杨村五十里，在河曲潘张村筑垒以贮藏军储，李存勖令诸军进攻。后梁设伏于路，假装战败，引晋军入垒门，梁兵伏起，血战开始。石君立与镇州大将王钊陷入敌垒，诸将部校被擒十余人，石君立被擒送到开封。朱友贞知其骁勇，想要任用为将，石君立说：“败军之将，难与议论勇武，如果想要任用我，我虽真诚效命，能信任我吗？人人都有君主，我何忍反目成仇。”既而诸将被戮，还是怜惜石君立没有加害。同光元年（923年），李存勖至开封前一日，朱友贞令人杀死石君立。